# 성당못
성당못(聖堂못)은 대구광역시 달서구 성당1동에 있는 못이다. 성당이라는 명칭은 일반적인 의미의 종교 시설인 성당과는 다르다.

## 유래
일대를 옛날에는 성댕이, 상댕이라고 불리다가 1910년부터 성당동이라고 불렸는데, 동네 이름을 따서 예부터 성당못이라고 했다. 이곳 성당못이 있던 자리는 조선 중엽 채씨 성을 가진 판서가 살던 집터였는데, 국풍(나라에서 지정한 공인 풍수가)이 이곳을 지나다 보니 그 자리가 아주 명당이라 장차 임금이 태어날 명당이라고 해서 나라에서 집을 짓지 못하도록 못을 만들었다고 한다.

## 구성
성당못은 거북섬과 학섬, 분수섬, 부용정, 삼선교, 분수 등으로 구성되어 있는데 여름에 펼쳐지는 멋진 분수쇼는 더운 대구 날씨를 한껏 시원하게 해주고, 밤에는 아름다운 불빛 아래 성당못이 유려해서 여름밤 열대야를 식혀주고 산책할 수 있는 휴식처가 되고 있다. 성당못의 사계는 주위에 심어져 있는 나무와 주위의 녹지 때문에 더욱 아름다운데 멀리서 보이는 삼선교가 계절의 운치를 살려준다. 대구 지하철 1호선 서부정류장역에서 어렵지 않게 접근할 수 있다.

## 사진

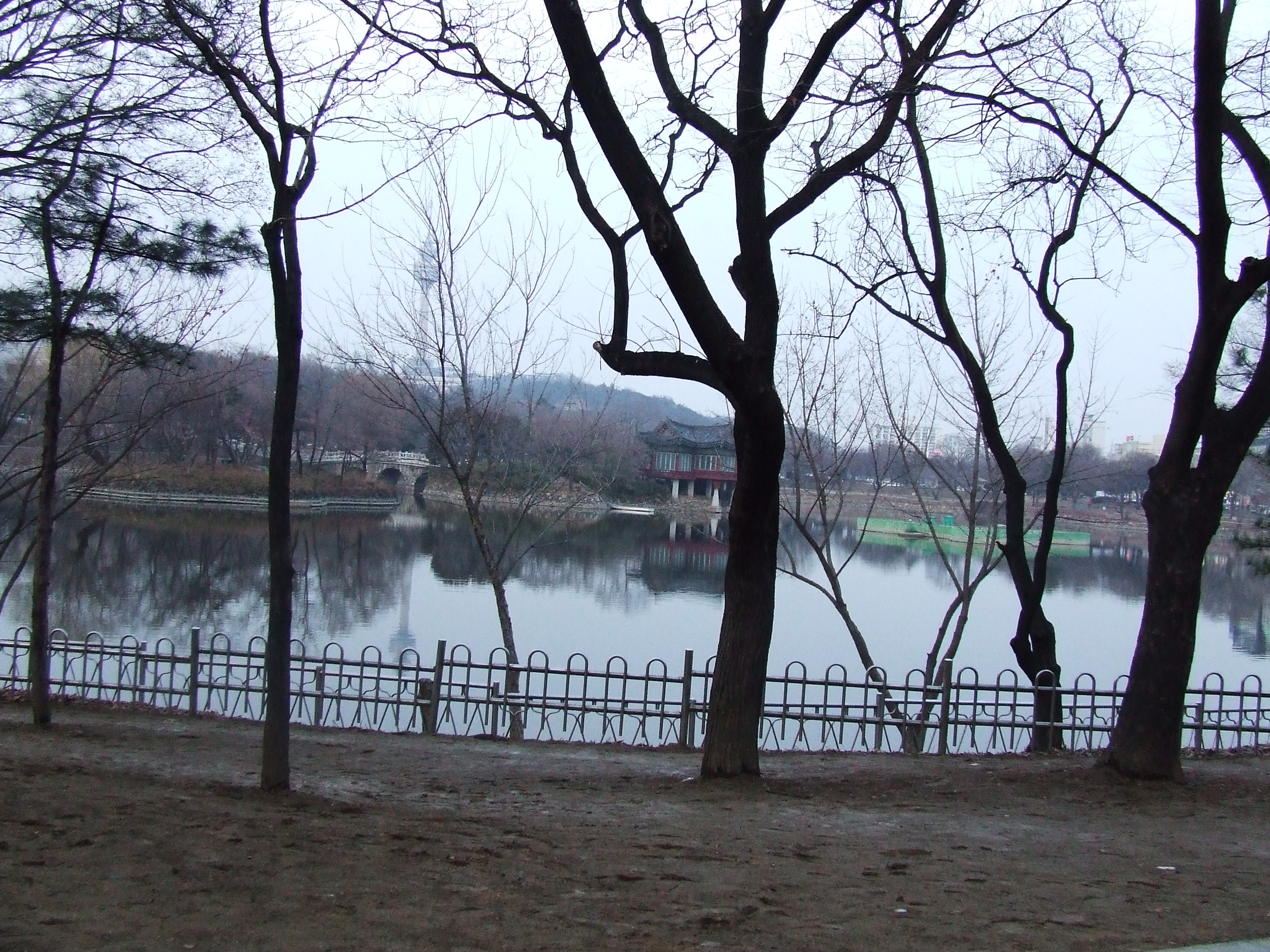
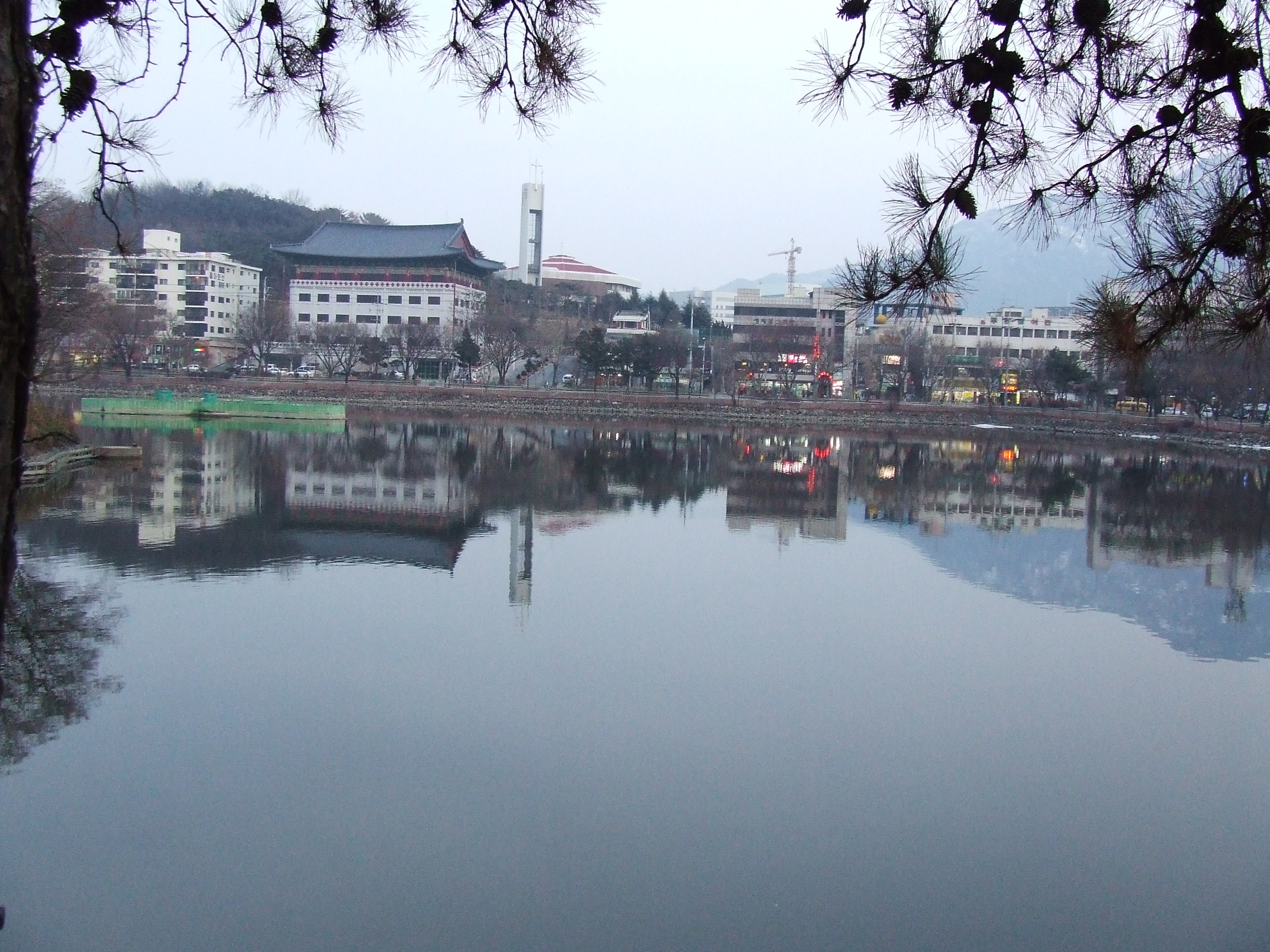

## 같이 보기
- 두류공원
- 서부정류장역